# Villa de Otura
Villa de Otura è un comune spagnolo di 4 833 abitanti situato nella comunità autonoma dell'Andalusia.